# Reinhard Hardegen

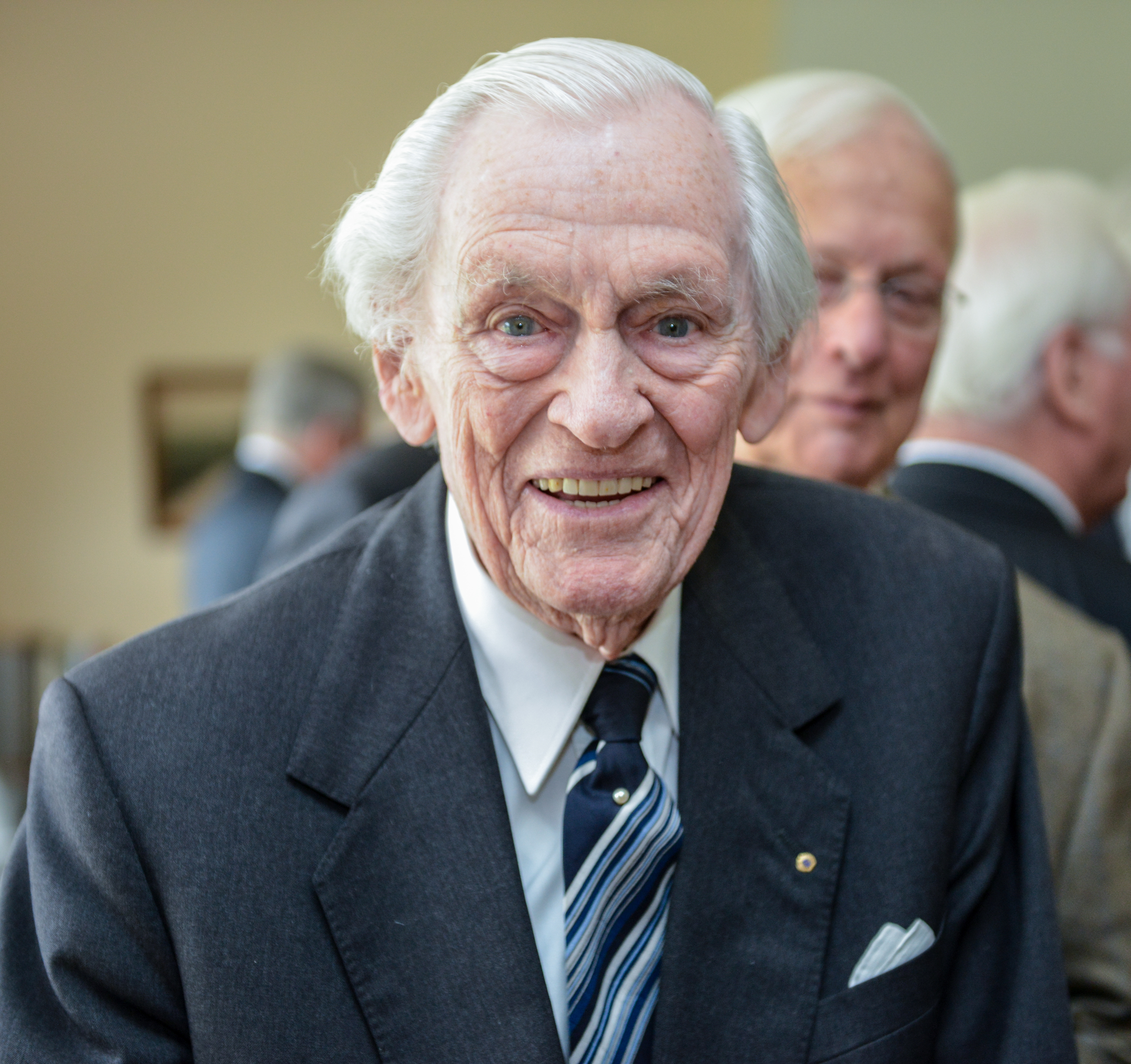
Reinhard Hardegen an seinem 103. Geburtstag

Reinhard Hardegen (* 18. März 1913 in Bremen; † 9. Juni 2018 in Bremen-Oberneuland) war ein deutscher Marineoffizier, Kaufmann und Politiker. Im Zweiten Weltkrieg war er einer der erfolgreichsten und bekanntesten deutschen U-Boot-Kommandanten. Danach gehörte er zu den frühen Mitgliedern der Bremer CDU. Von 1959 bis 1979 war er, mit einer Unterbrechung, Mitglied der Bremischen Bürgerschaft.

## Leben
Hardegens Vater, Friedrich Hardegen, war Gymnasiallehrer in Bremen und unterrichtete Geschichte, Erdkunde und Französisch. Zudem war er Verfasser eines Buches über die Imperialpolitik Heinrichs II sowie einer Biographie des Bremer Kaufmanns Hermann Henrich Meier, Gründer des Norddeutschen Lloyd.

### Frühe Jahre
Reinhard Hardegen besuchte ab 1925 die Zinzendorfschule in Königsfeld (Schwarzwald), was unter anderem mit einem gründlichen Bibelstudium verbunden war. Bei der Rückkehr nach Bremen im Jahr 1927 musste Hardegen eine Aufnahmeprüfung für das Gymnasium absolvieren, bei der er durchfiel, da er sich auf den falschen Stoff vorbereitet hatte, woraufhin er ein Schuljahr wiederholte. Während des Unterrichts zeigte er zunächst nur mäßige Leistungen und fiel zudem mehrfach störend auf, wovon Einträge in den Klassenbüchern zeugen. Hardegen besuchte die Hanseatische Yachtschule in Neustadt in Holstein, die sich als Teil der verdeckten Rüstungsmaßnahmen um Nachwuchs für das Offizierskorps der Marine bemühte. Da seine schon früh ins Auge gefasste Karriere als Marineoffizier durch seine schlechten schulischen Ergebnisse jedoch gefährdet war, bekam Hardegen Nachhilfestunden. Er konnte dadurch seine Leistungen verbessern und schließlich das Abitur absolvieren. 
Im Jahr 1932 wurde seine Bewerbung zur Reichsmarine, auch aufgrund einer Empfehlung Paul Königs, Freund der Familie und U-Bootkommandant ("U-Deutschland") des Ersten Weltkriegs, angenommen. Hardegen trat entsprechend am 1. April 1933 in die Reichsmarine ein. Nach seiner Infanterieausbildung in Stralsund absolvierte Hardegen seine Bordausbildung auf dem neu in Dienst gestellten Segelschulschiff Gorch Fock. Anschließend nahm er von Oktober 1933 bis Juni 1934 als Seekadett an einer Weltreise auf dem Leichten Kreuzer Karlsruhe teil. Diese Fahrt führte die Karlsruhe vom Mittelmeer über Indien und Indonesien nach Süd-Ost-Asien und nach Überquerung des  Pazifik zunächst zur West- und dann zur Ostküste der USA. In New York City besuchte Hardegen 1933 im Rahmen dieser Reise das Empire State Building. Vom 1. Oktober 1935 bis zum 30. September 1936 erhielt er in Warnemünde und Parow eine Ausbildung zum Marineflieger, zunächst zum Beobachter, später zum Flugzeugführer. 1936 wurde er zum Leutnant zur See und 1939 zum Oberleutnant zur See befördert. Von Oktober 1937 bis Oktober 1939 war er Nachrichtenoffizier und später Kompaniechef auf dem Seefliegerhorst Kamp. Von einem Flugzeugabsturz am 19. September 1936 behielt er ein verkürztes Bein zurück, womit er eigentlich für den U-Boot-Dienst als untauglich gegolten hätte.

### U-Boot-Kommandant
Beförderungen
- Fähnrich zur See am 1. Juli 1934
- Oberfähnrich zur See am 1. April 1936
- Leutnant zur See am 1. Oktober 1936
- Oberleutnant zur See am 1. Juni 1938
- Kapitänleutnant am 1. Dezember 1940
- Korvettenkapitän am 1. März 1944

1 Feindfahrt mit U 147
- 11. Dezember 1940 bis 4. April 1941
 (1 Schiff mit 4.811 BRT versenkt)

10 Feindfahrten mit U 123
- 8. Juni 1941 bis 12. Juni 1941
- 15. Juni 1941 bis 23. August 1941
 (5 Schiffe mit 21.507 BRT versenkt)
- 14. Oktober 1941 bis 22. November 1941
 (1 Schiff mit 13.984 BRT versenkt)
- 23. Dezember 1941 bis 9. Februar 1942
 (8 Schiffe mit 49.421 BRT versenkt)
- 2. März 1942 bis 2. Mai 1942
 (8 Schiffe mit 39.917 BRT versenkt)
- 16. Mai 1942 bis 24. Mai 1942
- 25. Mai 1942 bis 26. Mai 1942
- 26. Mai 1942 bis 27. Mai 1942
- 28. Mai 1942 bis 29. Mai 1942
- 3. Juni 1942 bis 5. Juni 1942

Da es ihm gelang, den Folgeschaden von dem Flugzeugabsturz einstweilen zu verheimlichen, wurde Hardegen im November 1939 zur U-Bootwaffe versetzt. Hier fuhr er vom 19. August bis zum 1. Dezember 1940 als Kommandantenschüler und Erster Wachoffizier auf U 124 unter Georg-Wilhelm Schulz. Von Dezember 1940 bis April 1941 war er Kommandant des „Einbaums“ U 147 und als Kapitänleutnant von April 1941 bis Juli 1942 von U 123.
Er versenkte auf acht Feindfahrten 22 Schiffe mit insgesamt 118.314 BRT und beschädigte fünf Schiffe mit 46.500 BRT. Beim Unternehmen Paukenschlag Anfang 1942 versenkte er mit U 123 acht Schiffe der Handelsmarine; insgesamt 220 Seeleute verloren dabei ihr Leben. Als versenkt gemeldet hatte Hardegen neun Schiffe. Mit der Versenkung des siebten tatsächlich versenkten Schiffes des lettischen Frachters Ciltvaira, bei der zwei Mann der 32-köpfigen Besatzung ums Leben kamen, notierte Hardegen in sein Kriegstagebuch, nun habe er über 100.000 BRT feindlichen Schiffsraumes versenkt. Dies war die Menge an versenkten gegnerischen Schiffsraumes, die einem U-Bootkommandanten für das Ritterkreuz qualifizierte. Hardegen hatte für die Berechnung seine Erfolge auf 105.502 BRT summiert. Dabei ging er bei einigen Schiffen allerdings von zu großem Schiffsraum aus, zum anderen rechnete er unbestätigte Versenkungen und den Hilfskreuzer Aurania (13.984 t) mit ein, den er jedoch nur beschädigt und nicht versenkt hatte. Tatsächlich hatte Hardegen zu diesem Zeitpunkt 71.215 BRT versenkt. Dönitz funkte: „An den Paukenschläger Hardegen. Bravo! Gut gepaukt. Dönitz.“ Am 23. Januar 1942 erhielt er das Ritterkreuz des Eisernen Kreuzes.
Auf der zweiten Amerikafahrt von März bis Mai 1942 versenkte er neun Schiffe; irrtümlich glaubte er, ein zehntes versenkt zu haben. Insgesamt fanden dabei 253 Menschen den Tod. Der sprachlich gebildete Hardegen fasste die Ergebnisse dieser Feindfahrt in einem Funkspruch in Form eines Gedichtes mit Kreuzreim zusammen: „Sieben Tankern schlug die letzte Stund,/ Die U-Falle sank träger./ Zwei Frachter liegen mit auf Grund,/ Versenkt vom Paukenschläger.“
Für seine erneuten Versenkungserfolge wurde ihm am 23. April 1942 das Eichenlaub zum Ritterkreuz des Eisernen Kreuzes (89. Verleihung) verliehen. Nachdem er bereits im Wehrmachtbericht vom 24. Januar 1942 namentlich genannt worden war, erfolgte eine erneute Nennung am 14. April 1942.
Das Ritterkreuz sollte nach den ursprünglichen Verleihrichtlinien eigentlich erst für eine Versenkung von mehr als 100.000 BRT Schiffsraum vergeben werden, das Eichenlaub für mehr als 200.000 versenkte BRT, wobei Hardegen zumindest die letzte Vorgabe klar nicht erfüllte. Die Aufweichung der Vorgaben entsprach aber der damaligen Marinepraxis. Daneben ging es darum, der Öffentlichkeit mehr hochdekorierte U-Boot-Kommandanten präsentieren zu können. Hardegen war auch Träger des U-Boot-Kriegsabzeichens mit Brillanten.
Hardegens Versenkungserfolge hätten noch wesentlich höher ausfallen können, doch machten die notorischen Torpedoversager zu Beginn des Krieges auch ihm in mehreren Fällen zu schaffen. Wiederholt entging Hardegen mit seinem Boot nur knapp der Versenkung durch alliierte Einheiten. Unter anderem wäre es Einar Gleditsch, dem Kapitän des norwegischen Walfangschiffes „Kosmos II“ (des damals weltweit größten Schiffes dieser Art) im Januar 1942 beinahe gelungen, U 123 zu rammen, eine Episode, die noch 2001 vom amerikanischen Fernsehen aufgegriffen wurde.
Mit der Verleihung des Eichenlaubs zum Ritterkreuz des Eisernen Kreuzes im Frühling 1942 verbunden war eine Einladung zum Abendessen bei Adolf Hitler, der Hardegen persönlich zur Auszeichnung gratulierte. Hardegen kritisierte die militärische Führung nach eigenen Angaben bei dieser Gelegenheit für das Versäumnis, keine eigene Seeaufklärung für die Kriegsmarine zur Verfügung zu haben, worüber Hitler sehr in Zorn geriet. Hardegen, der bei diesem persönlichen Empfang Hitler noch für einen „feinen Kerl“ gehalten hatte, bezeichnete diese Einschätzung im Jahr 2012 jedoch als „großen Irrtum“. Nach Recherchen des amerikanischen Marinehistorikers Michael Gannon (1927–2017) war Hardegen bei seinen Unternehmungen sehr darum bemüht, die Zahl der menschlichen Opfer so gering wie möglich zu halten. Konsequent versorgte er Schiffbrüchige in Rettungsbooten mit Nahrungsmitteln und Navigationshilfen. In mindestens einem Fall nahm er Schiffbrüchige sogar direkt an Bord seines Bootes und zwang später ein neutrales (unter Schweizer Flagge fahrendes) Schiff, sie zu übernehmen und an Land zu bringen.
In einem Interview der US-amerikanischen Atlanta-Journal Constitution fasste er 1999 seine Motivation im Kriegseinsatz so zusammen:

„I was not a Nazi. I did my duty for my country, not for Hitler.“

„Ich war kein Nazi. Ich tat meine Pflicht für mein Land, nicht für Hitler.“

#### Buch "Auf Gefechtstationen"
In der Zeit zwischen 1939 und 1945 erschienen zahlreiche Bücher zum Thema U-Boot-Krieg. Einige davon stammten von damals aktiven U-Bootkommandanten und wurden teilweise mit Unterstützung von zur U-Bootwaffe abgestellten Angehörigen der Propagandakompanie – sogenannte PK-Männer – verfasst. Deren Aufgabe war es, im Rahmen der von Joseph Goebbels gesteuerten Propaganda, den U-Boot-Krieg orientiert am nationalsozialistischen Selbstverständnis zu präsentieren und die Kriegsmoral der Bevölkerung zu stärken. Zu den Kommandanten, die ihre Bücher mithilfe solcher PK-Männer verfassten, gehörten Werner Hartmann und Jost Metzler. Die Werke von Joachim Schepke und Günther Prien (beide erschienen 1940), sowie Claus Korth und Wolfgang Lüth (erschienen 1942), wurden ohne ausgewiesenen Mitautor veröffentlicht – so auch Hardegens Buch Auf Gefechtstationen (Untertitel: "U-Boote im Einsatz gegen England und Amerika"), das im Jahr 1943 erschien. Es war das letzte von einem U-Bootkommandanten während des Zweiten Weltkriegs verfasste und veröffentlichte Buch zum Krieg im Atlantik. Es erschien im Leipziger Boreas-Verlag, hatte 227 Seiten und enthielt 119 Abbildungen. Das Vorwort steuerte Karl Dönitz bei, der sich textlich an das im Vorjahr zu Werner Hartmanns Buch verfasste Vorwort anlehnte. Neben typischen Sprüchen, wie "Angriff, ran, versenken" und "Drauf und ran ist besser als Klüngeln und langes Zögern", gibt Dönitz in seinem Vorwort der Hoffnung Ausdruck, Hardegens Buch möge "in der Jugend uns neuen Nachwuchs werben, der bereit ist, in der entscheidenden Schlacht des Krieges mitzukämpfen". Hardegen beschreibt seine Karriere vom Marineflieger bis zu seinen Einsätzen als U-Bootkommandant und lässt dabei auch für ihn unangenehme Aspekte nicht aus. So schildert er die Versenkung des portugiesischen Dampfers Ganda am 20. Juni 1941. Diesen Angriff auf ein neutrales Schiff hatte er seinerzeit nicht im Kriegstagebuch des Bootes festgehalten, um diplomatischen Verwicklungen vorzubeugen. Den Hauptteil des Buches nimmt die Schilderung der beiden Unternehmungen ein, die er mit U 123 im Rahmen des Unternehmen Paukenschlag absolviert hatte.

### Ausbildungstätigkeit
Dönitz erfuhr schließlich von Hardegens 1936 erlittenen Verletzungen beim Flugzeugabsturz und ihren Folgen für den Borddienst. Deshalb versetzte er ihn Ende Juli 1942 als Ausbilder zur 27. U-Flottille unter Erich Topp in Gotenhafen. Im März 1943 wurde er Leiter der U-Boot-Abteilung der Torpedoschule in Flensburg-Mürwik (vgl. Sonwik). 1944 wurde er zum Korvettenkapitän befördert und ins Torpedowaffenamt beordert. Im Februar 1945 wurde er Kommandeur des I. Bataillons des neu aufgestellten Marine-Grenadier-Regiments 6. Die Einheit nahm an heftigen Kämpfen gegen britische Truppen in der Gegend um Bremen teil. Bei diesen Kämpfen fielen die meisten Offiziere der Einheit. Hardegen erklärte später, dass sein Überleben darauf zurückzuführen sei, dass er mit Diphtherie ins Krankenhaus eingeliefert wurde, wo er wochenlang ans Bett gefesselt war. In den letzten Tagen des Krieges war Hardegen in Flensburg im Stab von Dönitz eingesetzt.

### Nachkriegszeit
Zwei Monate nach Kriegsende wurde Hardegen von den Engländern festgenommen und im ehemaligen Konzentrationslager Neuengamme interniert, und zwar aufgrund einer Verwechslung mit einem gleichnamigen Waffen-SS-Offizier. Fast eineinhalb Jahre lang wurde er festgehalten, ehe der Irrtum mit Hilfe von Zeitungsartikeln, die seine Ehefrau geschickt hatte, aufgedeckt wurde. Am 9. November 1946 aus der Internierungshaft entlassen, fand der völlig mittellose Hardegen zunächst eine Anstellung als Verteiler von CARE-Paketen. Später ließ er sich zum Großhandelskaufmann ausbilden und vertrieb für eine dänische Firma Schiffsfarben. 1952 machte sich Hardegen selbständig und baute in Bremen ein erfolgreiches Ölhandelsunternehmen auf.
Er war seit 1949 Mitglied der CDU. Zu den Gründen dieses Engagements meinte er:

„Wir waren der Meinung, dass es zu viele Sozis in Bremen gibt, und wollten das ändern.“

Von 1959 bis 1979 war Hardegen, mit einer Unterbrechung, Mitglied der Bremischen Bürgerschaft und zeitweise stellvertretender Fraktionsvorsitzender (1962/63) der CDU und Schriftführer (1967–1971) der Bürgerschaft.

### Späte Reisen
Nachdem er sich mit 70 Jahren aus der Politik und auch aus dem Geschäftsleben zurückgezogen hatte, bereiste er ab 1982 mehr als 100 Länder. Er umrundete mit einem Schiff Australien und war am Nord- und Südpol. Er war der bis dato zweitälteste Mensch am Südpol.
Bis zu seinem Tod war er der älteste noch lebende U-Boot-Kommandant der Kriegsmarine und auch der letzte noch lebende Ritterkreuzträger der Kriegsmarine.

## Persönliches
Hardegen war seit 1938 mit seiner um zwei Jahre jüngeren Ehefrau Barbara („Bärbel“) verheiratet; nach 67-jähriger Ehe verstarb Barbara Hardegen 2004 im Alter von 89 Jahren. Ihr Ehemann überlebte sie um 14 Jahre. Das Paar bekam vier Kinder (Klaus-Reinhard, Jörg, Ingeborg und Detlev) und acht Enkel. Zu seinem hundertsten Geburtstag hatte Hardegen auch bereits sieben Urenkel, denen noch mehrere weitere folgten.
Hardegen war ein passionierter Golfspieler, der auch einige Trophäen errang. Bis ins Alter von 101 Jahren fuhr er ein Auto, dessen Kennzeichen die Ziffernfolge seines U-Bootes, 123, trug.
Seine Kriegsauszeichnungen trug der Hitler-Gegner Hardegen auch noch im Alter von 100 Jahren. In einem Interview aus Anlass seines 103. Geburtstages bezeichnete er es als persönlichen Glücksfall, dass die Kriegsmarine „ein geschlossener Verein für sich“ gewesen sei, in dem die Gefahr, in nationalsozialistische Verbrechen verstrickt zu werden, gering gewesen sei. Zugleich äußerte er, dass er die juristische Verfolgung von NS-Verbrechern auch in seiner eigenen Altersgruppe für gerechtfertigt halte.

## Internationale Rezeption
Mehrere seiner ehemaligen Gegner, die ihn seinerzeit als Feind bekämpft hatten, lernte er während seiner zahlreichen Reisen in die USA persönlich kennen; daraus entwickelten sich bleibende Freundschaften.
Die norwegische Zeitschrift Vi menn charakterisierte Hardegen 2014 als einen „Mann, der Hitler hasste und von seinen Feinden bewundert wurde“ („mannen som hatet Hitler og ble beundret av sine fiender“).
Zum 70. Jahrestag des Kriegsendes rief das norwegische Verteidigungsministerium dazu auf, vergessene Helden des Zweiten Weltkrieges zu nominieren, um ihnen die verdiente Anerkennung zukommen zu lassen. Nachdem im Mai 2015 über vierhundert Vorschläge eingegangen waren, wurde Reinhard Hardegen von der Zeitung Aftenposten als eine der sechs herausragendsten Persönlichkeiten ausgewählt, und zwar wegen seiner Rettungstaten, die unter anderem auch norwegischen Schiffbrüchigen gegolten hatten.
Zu seinem Tode widmeten ihm zahlreiche internationale Publikationsorgane, darunter die Londoner Times und die New York Times, ehrende Nachrufe.

## Schriften
- Auf Gefechtsstationen! U-Boote im Einsatz gegen England und Amerika. Boreas Verlag, Leipzig 1943.